# 千歳救難隊
千歳救難隊（ちとせきゅうなんたい、英称:Chitose Air Rescue Squadron）は、航空自衛隊航空総隊航空救難団隷下の航空救難部隊。北海道千歳基地に所在し、捜索救難機にU-125A、救難ヘリコプターにUH-60Jを運用する。

## 概要
1959年（昭和34年）2月1日に航空自衛隊最初の救難分遣隊として千歳基地で編成され、1964年（昭和39年）12月1日に千歳救難隊へ改編された。
部隊マークは、北海道の地図をボイヤントスリングで吊り上げるデザインとなっている。

## 沿革
- 1959年（昭和34年）2月1日 - 千歳基地において救難航空隊隷下で千歳救難分遣隊編成[1]。
- 1961年（昭和36年）7月15日 - 救難航空隊が航空救難群に改編[1]。
- 1964年（昭和39年）12月1日 - 千歳救難分遣隊が千歳救難隊に改編[1]。
- 1971年（昭和46年）3月1日 - 航空救難群が航空救難団に改編[1]。
- 1989年（平成元年）3月16日 - 航空救難団が航空支援集団隷下に隷属替え[1]。
- 1992年（平成04年）7月 - UH-60J配備開始[3]。
- 1994年（平成06年）12月2日 - 災害派遣に伴う急患搬送任務のため奥尻島へ向け飛行していたUH-60J（28-4554号機）が遊楽部岳に墜落、乗員5名が殉職した[4]。
- 1996年（平成08年）3月 - U-125A配備開始[3]。
- 2013年（平成25年）3月26日 - 航空救難団が航空総隊隷下に隷属替え[1]。

## 部隊編成
- 隊本部
- 総括班
- 飛行班
- 整備小隊